# Corson Motorcar Company
Corson Motorcar Company ist ein US-amerikanisches Unternehmen und ehemaliger Hersteller von Automobilen.

## Unternehmensgeschichte
Das Unternehmen wurde am 14. Oktober 1986 in Phoenix in Arizona gegründet. 1987 oder 1990 begann die Produktion von Automobilen und Kit Cars. Der Markenname lautete Corson. 1996 endete die Fahrzeugproduktion. Das Unternehmen gilt nicht als aufgelöst.

## Fahrzeuge
Im Angebot standen zwei Fahrzeuge, die auf dem Pontiac Fiero basierten. Der GT war ein Coupé und ähnelte dem Ferrari 512 BB. Der Spyder war die offene Version. Zur Wahl standen einerseits Vierzylindermotoren mit 2500 cm³ Hubraum und 98 PS Leistung, V6-Motoren mit 2800 cm³ Hubraum und 135 PS Leistung. Andererseits sind auch Motoren überliefert, die mit Hilfe eines Turboladers bis zu 440 PS leisteten.